# Richard Pikner
Richard Pikner (* 17. června 1972 Plzeň) je český politik, lékař a vysokoškolský pedagog, v letech 2006 až 2018 zastupitel obce Chválenice na Plzeňsku, od roku 2016 zastupitel Plzeňského kraje, člen TOP 09.

## Život
V letech 1986 až 1990 vystudoval Masarykovo gymnázium, Plzeň a následně v letech 1990 až 1996 všeobecné lékařství na Lékařské fakultě Univerzity Karlovy v Plzni (získal titul MUDr.). Na téže fakultě pak v letech 2000 až 2007 absolvoval doktorské studium v oboru vnitřní lékařství (získal titul Ph.D.)
Mezi roky 1996 a 2009 pracoval na II. interní klinice Fakultní nemocnice Plzeň, zároveň byl v letech 1999 až 2003 odborným asistentem na Lékařské fakultě Univerzity Karlovy v Plzni. V roce 1999 získal atestaci I. stupně z vnitřního lékařství a v letech 2002 a 2005 atestace z klinické biochemie. Od roku 2005 pracuje v Klatovské nemocnici, v níž spoluzakládal několik oddělení a zároveň byl jejich primářem (od roku 2013 je zástupcem náměstka pro léčebně preventivní péči a primářem Odboru klinických laboratoří a kostního metabolizmu). Od roku 2008 pak dále působí jako odborný asistent na Ústavu klinické biochemie a hematologie LF UK v Plzni a od roku 2015 přednáší na Fakultě zdravotnických studií Západočeské univerzity v Plzni. Ve své lékařské kariéře se specializuje na diagnostiku a léčbu osteoporózy a poruch kostního metabolizmu a laboratorní vyšetření nemocí štítné žlázy a nádorové markery.
Od roku 2000 je jednatelem a společníkem ve firmě CECHTUMA, která organizuje sjezdy, konference a semináře zaměřené na lékařskou problematiku. V letech 2008 až 2012 byl členem Oborové komise Endokrinologie a metabolizmus při Interní grantové agentuře Ministerstva zdravotnictví ČR.
Richard Pikner žije v obci Chválenice na Plzeňsku. Je ženatý, má tři děti.

## Politické působení
Do politiky vstoupil, když byl v komunálních volbách v roce 2006 zvolen jako nestraník za SZ zastupitelem obce Chválenice na Plzeňsku. Mandát zastupitele obce obhájil ve volbách v roce 2010 jako nestraník za TOP 09. V březnu 2013 vstoupil do TOP 09 a od dubna téhož roku je předsedou Místní organizace TOP 09 Přeštice. V komunálních volbách v roce 2014 obhájil mandát zastupitele obce, když vedl kandidátku TOP 09. Působil jako předseda Finančního výboru zastupitelstva. V červnu 2015 byl zvolen místopředsedou Krajského výboru TOP 09 Plzeňský kraj. Ve volbách v roce 2018 již nekandidoval.
V krajských volbách v roce 2004 kandidoval jako člen US-DEU do Zastupitelstva Plzeňského kraje, ale neuspěl. Od března 2014 působí jako člen Výboru pro zdravotnictví a sociální věci (nominován byl TOP 09 a STAN). V krajských volbách v roce 2016 byl lídrem kandidátky TOP 09 v Plzeňském kraji a byl zvolen zastupitelem.
Ve volbách do Poslanecké sněmovny PČR v roce 2013 kandidoval za TOP 09 v Plzeňském kraji, ale neuspěl.
V krajských volbách v roce 2020 obhájil jako člen TOP 09 post zastupitele Plzeňského kraje, a to na kandidátce uskupení „Občanská demokratická strana s podporou TOP 09 a nezávislých starostů“. Mandát krajského zastupitele poté obhájil i v krajských volbách v roce 2024.
Ve sněmovních volbách v roce 2025 kandiduje z 12. místa kandidátní listiny koalice SPOLU v Plzeňském kraji.